# 2013年上海大師賽
2013年上海大師賽（也稱為2013年上海ATP大師1000賽 -贊助商是勞力士）舉辦於室外硬地球場的網球比賽。這是第5屆賽事，於2013年10月6日至10月13日舉行。

## 冠軍

### 單打
諾瓦克·喬科維奇 擊敗  胡安·馬丁·德爾波特羅（6–1、3–6、7–63）
- 這是喬科維奇今年的第5個冠軍，也是他生涯第39個冠軍。

### 雙打
伊萬·多迪格 /  馬塞洛·梅洛 擊敗  大衛·馬雷羅／ 費爾南多·貝爾達斯科（7–62、66–7、6–3、[10–2]）

## 外部連結
- 官方網址